# Площадь Вардананц
Площадь Вардананц (арм. Վարդանանց Հրապարակ) — крупнейшая центральная площадь в армянском городе Гюмри. 
Названа в память о сражении армянского войска во главе с Варданом Мамиконяном  с персидской армией на Аварайрском поле.

## История
Площадь Майских побед (арм. Մայիսյան Ապստամբության հրապարակ) — именно так при советской власти в честь восстания 1920 года прокоммунистических сил в Армении была названа площадь — открылась в центре Гюмри в 1930-х годах; автором её проекта стал известный архитектор Александр Таманян.
25 июня 2016 года Папа римский Франциск, находившийся с трёхдневным апостольским визитом в Армении, провёл на площади Вардананц литургию по латинскому обряду. В церемонии также принял участие Католикос всех армян Гарегин II.

## Описание
Площадь Вардананц имеет прямоугольную форму (280×140 м). С севера она ограничена улицей Гая, с юга — улицей Вагана Чераза, с запада — улицей Абовяна, с востока — улицей Шаумяна.
Площадь украшена несколькими фонтанами, а в её центре расположен мемориал, посвящённый Аварайрской битве. Он был возведён в 2008 году и включает в себя бронзовые скульптуры армянских деятелей, которые возглавляли армянское войско, оборонявшееся от наступления Сасанидской Персии. В центре мемориала расположена статуя национального героя Армении Вардана Мамиконяна, в честь которого площадь и получила своё название. В остальных четырёх скульптурах изображены армянский католикос Овсеп I, князь Аршавир II Камсаракан, Гевонд Ерец, а также мать Вардана Мамиконяна.
На прилегающей к площади территории находятся церковь Святой Богородицы, церковь Святого Спасителя, здание городской администрации, кинотеатр «Октябрь».

## Галерея

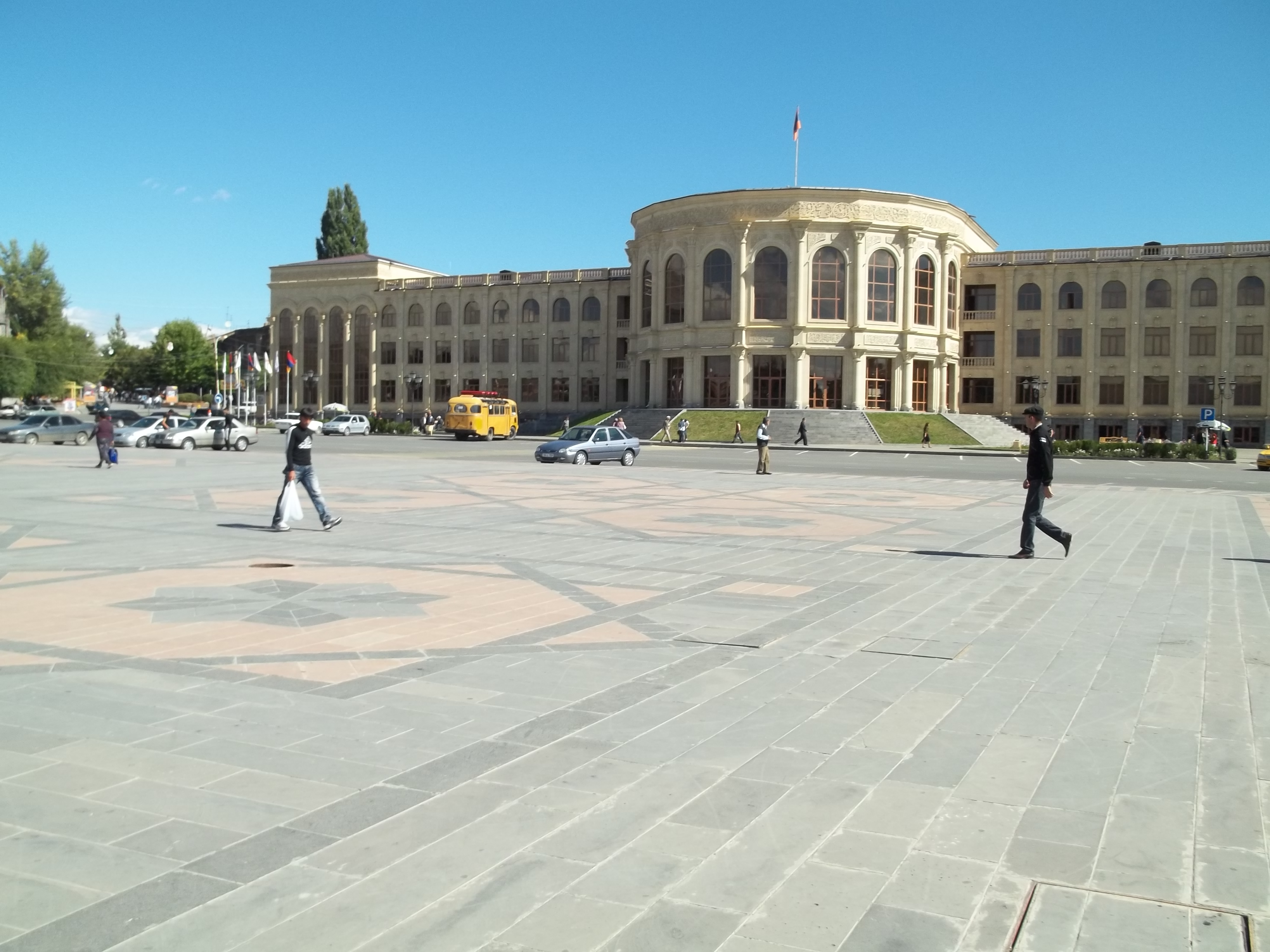
Здание мэрии
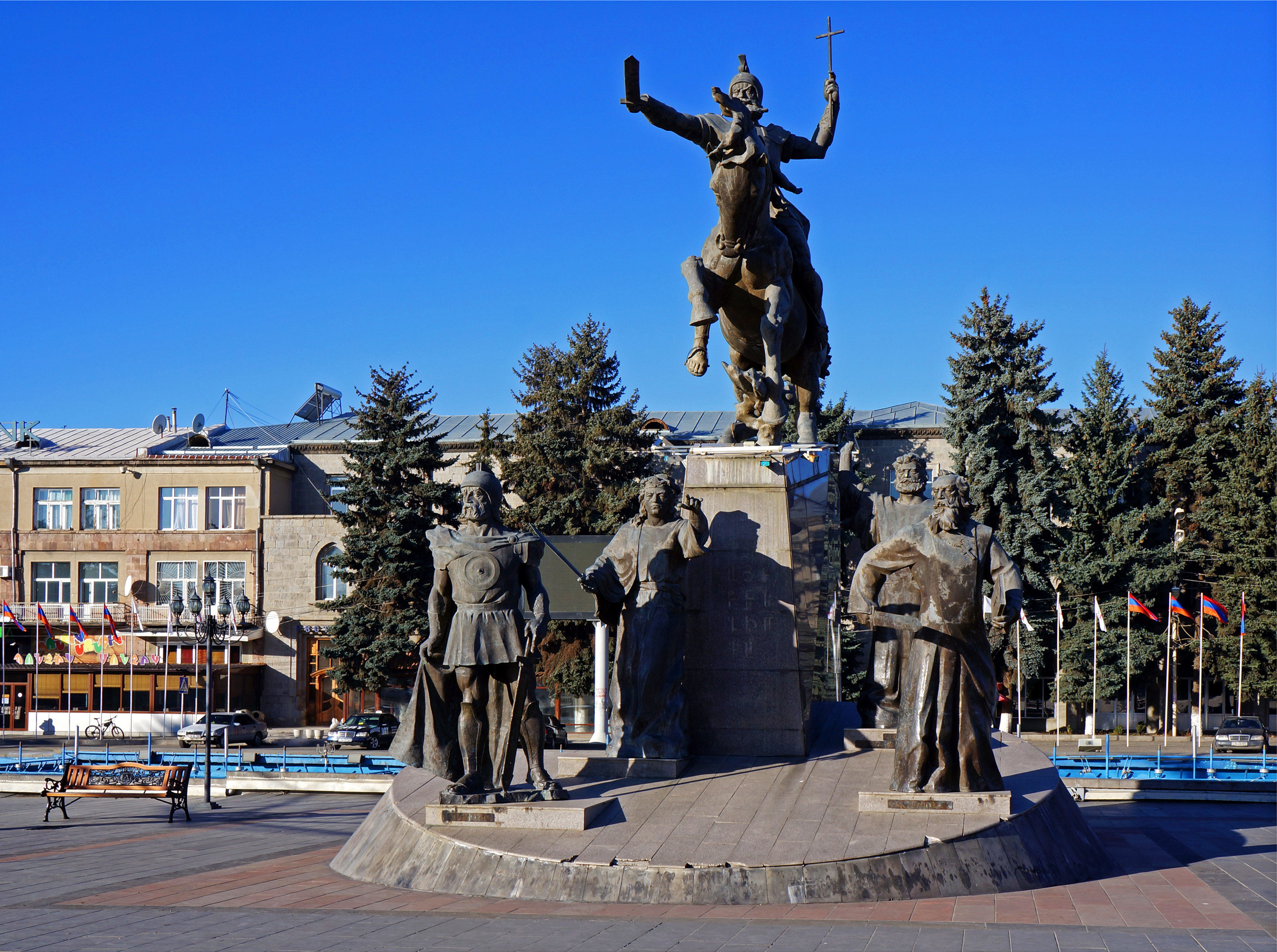
Мемориал Аварайрской битвы
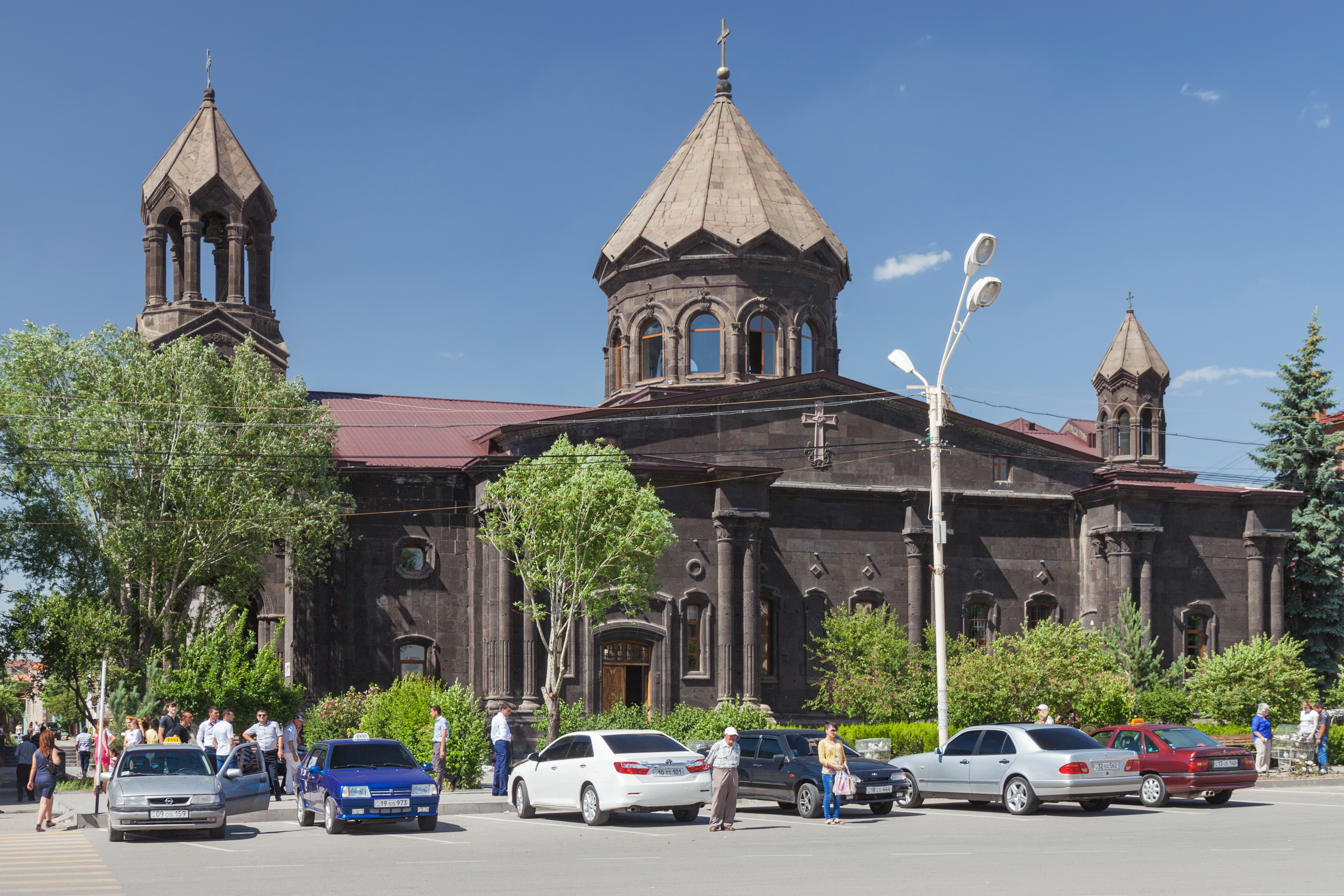
Церковь Святой Богородицы
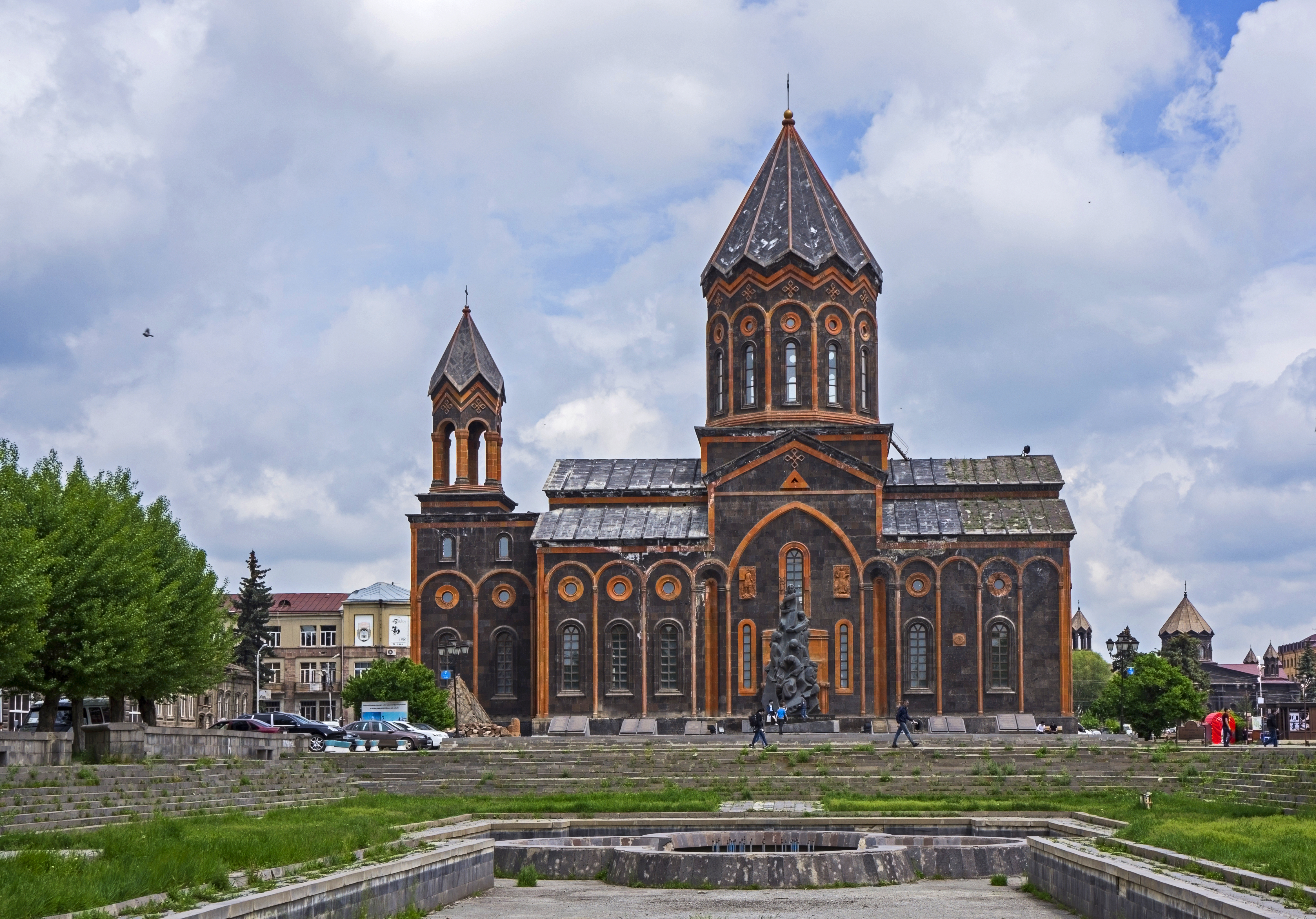
Церковь Святого Спасителя
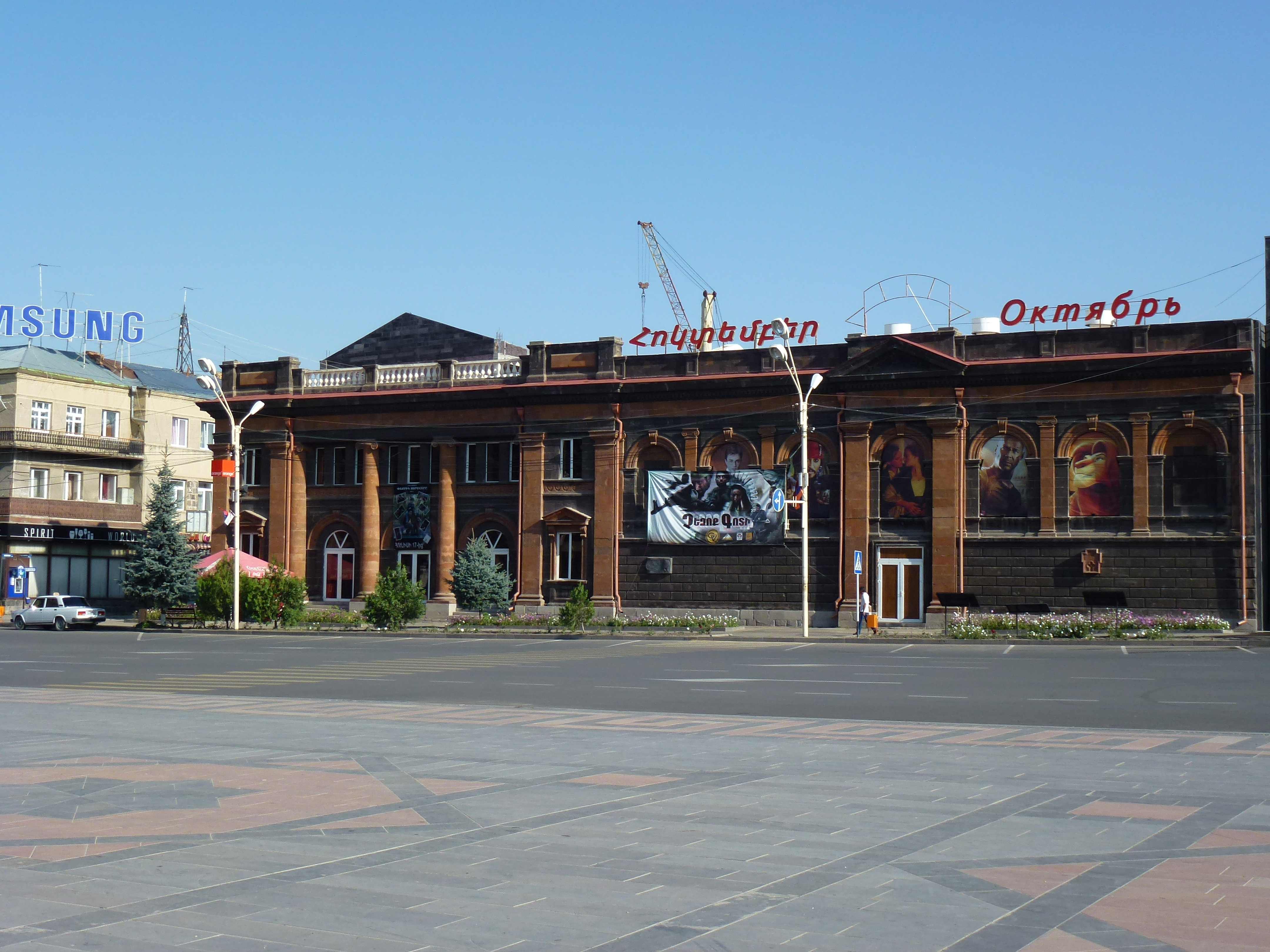
Кинотеатр «Октябрь»